# Hisings, Sävedals och Kungälvs tingslag
Hisings, Sävedals och Kungälvs tingslag var mellan 1955 och 1970 ett tingslag i Göteborgs och Bohus län i Hisings, Sävedals och Kungälvs domsaga. Tingsplatsen var i Göteborg.
Tingslaget omfattade Västra Hisings härad, Östra Hisings härad, Sävedals härad och Kungälvs stad. 
Tingslaget bildades 1955 efter en delning av Askims, Hisings och Sävedals tingslag. Det upplöstes 31 december 1970 då merparten av verksamheten överfördes till Sävedals tingsrätt.